# ليزا ناندي
ليزا إيفا ناندي (بالإنجليزية: Lisa Nandy) (9 أغسطس 1979) سياسية عمالية بريطانية تشغل منذ عام 2020 منصب وزير الشؤون الخارجية وشؤون الكومنولث في حكومة الظل البريطانية. تشغل ناندي أيضًا منصب عضو في البرلمان البريطاني عن دائرة ويغان الانتخابية.
ولدت ليزا ناندي، ابنة الأكاديمي الماركسي، في مدينة مانشستر البريطانية، وتلقت تعليمها في مدرسة بارس وود الثانوية الشاملة، وفي كلية الصليب المقدس. درست ناندي العلوم السياسية في جامعة نيوكاسل، والسياسة العامة في كلية بيركبيك بجامعة لندن، وعملت بعد ذلك مساعدةً لعضو البرلمان عن دائرة والتامستو الانتخابية، نيل غيرارد، الباحث في منظمة سينتربوينت الخيرية للمشردين، وشغلت منصب كبير المستشارين السياسيين في جمعية الأطفال البريطانية. عملت ناندي أيضًا كمتسشارة عمالية في مجلس برودواي هامرسميث التابع لمجلس منطقة هامرسميث وفولهام في لندن.
شغلت ناندي، بين عامي 2010 و2012، منصب السكرتير البرلماني الخاص بتيزا جويل ومنصب وزيرة الجمعيات الخيرية والمجتمع المدنية بين عامي 2012 و2015. شغلت ناندي أيضًا منصب وزيرة الطاقة في حكومة الظل من عام 2015 وحتى استقالتها في عام 2016 لتشارك أوين سميث في رئاسة تحدي القيادة، ليخلفها في المنصب جيريمي كوربين. رشحت ناندي نفسها لانتخابات زعامة حزب العمال لعام 2020، وجاءت في المركز الثالث بنسبة 16.3% من الأصوات بعد كل من كير ستارمر وريبيكا لونج بيلي. بعد ذلك، عَيّن ستارمر ناندي وزيرةً لخارجية حكومة الظل في شهر أبريل من نفس العام.

## أولى سنوات حياتها وعملها
وُلدت ليزا إيفا ناندي في مدينة مانشستر في 9 أغسطس من عام 1979، للويز ناندي (لويز بايرز قبل الزواج)، وديباك ناندي، الأكاديمي الماركسي الهندي. كان جدها لوالدتها، فرانك بايرز، نائبًا ليبراليًا في البرلمان البريطاني، وشغل العديد من المناصب في الحزب الليبرالي، وعُين فيما بعد لوردًا مدى الحياة. نشأت ناندي في مدينتي مانشستر وبيري حيث استقرت عائلتها في فترة لاحقة من حياتها.
تلقت ناندي تعليمها في مدرسة بارس وود الثانوية الشاملة المختلطة في ضاحية إيست ديدزبيري في مانشستر، وانتقلت بعدها إلى كلية الصليب المقدس في بيري. درست ناندي بعدها العلوم السياسية في جامعة نيوكاسل، وتخرجت منها عام 2001، وحصلت بعدها على درجة الماجستير في السياسة العامة في كلية بيركبيك بجامعة لندن.
عملت ناندي كباحثة وموظفة اجتماعية لصالح النائب في البرلمان البريطاني عن دائرة والتامستو الانتخابية العمالي، نيل غيرارد. بعد ذلك، عملت ناندي كباحثة في منظمة سينتربوينت الخيرية للمشردين بين عامي 2003 و2005، وككبير المستشارين السياسيين في جمعية الأطفال البريطانية من عام 2005 وحتى انتخابها في عام 2010 متخصصة في قضايا اللاجئين الشباب، وعملت أيضًا كمستشارة لمفوض شؤون الأطفال في إنكلترا وولجنة اللجوء المستقلة. عملت ناندي أيضًا كمستشارة عمالية في مجلس برودواي هامرسميث التابع لمجلس منطقة هامرسميث وفولهام في لندن بين عامي 2006 و2010. بصفتها مستشارة، شغلت ليزا ناندي منصب وزيرة الإسكان في حكومة الظل.

## وصلات خارجية
- الموقع الرسمي